# Woodbury Heights
Woodbury Heights é um distrito localizado no estado americano de Nova Jérsei, no Condado de Gloucester.

## Demografia
Segundo o censo americano de 2000, a sua população era de 2988 habitantes.
Em 2006, foi estimada uma população de 3030, um aumento de 42 (1.4%).

## Geografia
De acordo com o United States Census Bureau tem uma área de
3,2 km², dos quais 3,2 km² cobertos por terra e 0,0 km² cobertos por água.

## Localidades na vizinhança
O diagrama seguinte representa as localidades num raio de 8 km ao redor de Woodbury Heights.